# Premio Maurice Blanchot
Se creó este galardón para celebrar el centenario del nacimiento del prestigioso ensayista de nacionalidad francesa Maurice Blanchot (1907-2003), quien con su obra reflexiva abrió nuevos cauces para la crítica universal. La «Asociación Pensamiento Libre» fundó el Premio Internacional de Ensayo(2007), en homenaje a su memoria.
El ensayo “La pregunta del origen”, del escritor colombiano Gonzalo Márquez Cristo, resultó ganador entre 243 textos recibidos de 14 países hispanoamericanos.
Su texto fue elegido por un jurado internacional conformado por el reconocido escritor y crítico peruano Julio Ortega, el profesor español Manuel J. Sánchez (catedrático de universidades alemanas), y por el narrador venezolano Jorge Gómez Jiménez (editor de la revista literaria Letralia.com); por poseer: “Una gran capacidad reflexiva que aborda territorios inéditos sobre el tema del espíritu trágico, unida a una escritura estremecedora y poética, que deja traslucir el alto compromiso de su autor con el pensamiento y la palabra” (Manuel J. Sánchez).
El jurado concedió una mención al texto Tiempo lineal del argentino Franco Villa.

## Enlaces
- Sitio Web del Premio Maurice Blanchot

- Datos: Q9062304